# شهرستان دولی (جورجیا)
شهرستان دولی (به انگلیسی: Dooly County) شهرستانی در ایالات متحده آمریکا است که در جورجیا واقع شده‌است.

## خصوصیات
شهرستان دولی ۱٬۰۲۸٫۲۳ کیلومترمربع مساحت دارد.